# Thắng Nhì
Thắng Nhì là một phường nội ô thuộc thành phố Vũng Tàu, tỉnh Bà Rịa – Vũng Tàu, Việt Nam.
Phường Thắng Nhì hiện nay vốn là Phường 6, được thành lập năm 1986 sau khi chia tách từ phường Thắng Nhì cũ.

## Địa lý
Phường Thắng Nhì nằm ở phía bắc thành phố Vũng Tàu, nằm cách Bãi Trước khoảng 2,7 km về phía bắc, có vị trí địa lý:
- Phía đông giáp Phường 7 và Phường 9
- Phía tây giáp Phường 5
- Phía nam giáp Phường 1 và Phường 4
- Phía bắc giáp vịnh Gành Rái và phường Thắng Nhất.

Phường có diện tích 2,73 km², dân số năm 2014 là 21.138 người, mật độ dân số đạt 7.748 người/km².

## Lịch sử
Thắng Nhì là một trong 3 địa danh lâu đời nhất của Vũng Tàu. Nguyên thủy, nơi đây thuộc thủ Phước Thắng (sau đổi thành bảo), thủy quân Biên Hòa thời Nguyễn, do những thủy quân thuộc binh thuyền Thắng Nhì (hay Thắng Nhị) lập xã thôn tạm cư trú. Tương truyền, dân thôn Thắng Nhì do cai đội thủy quân Lê Văn Lộc chỉ huy, vì vậy về sau ông được thờ làm Thành hoàng của làng.

Địa bạ triều Nguyễn, viết vào năm 1836 cho biết về vị trí của “thuyền” Thắng Nhì như sau: 
“Thắng Nhì thuyền ở xứ Ghềnh Rái. Đông giáp địa phận thuyền Thắng Nhất, Tây giáp cửa biển, Nam giáp thuyền Thắng Tam, có Bàu Trâm làm giới, Bắc giáp thuyền Thắng Nhất, có Giếng Me làm giới”. 
Sau khi Pháp chiếm Nam Kỳ và đặt làm thuộc địa, Vũng Tàu được đặt thành thị xã Cap Saint Jacques. Thắng Nhì là một trong 7 xã thôn thuộc tổng Vũng Tàu, thị xã Cap Saint Jacques.
Dọc theo đường Lê Lợi ngày nay (tức Route de Ben-dinh), nhà cầm quyền Pháp đặt nhiều doanh trại và cơ sở quân sự. Ở phía Tây đường Lê Lợi theo hướng Bắc-Nam gồm: Doanh trại bộ binh Bến Bình thuộc Trung đoàn Bộ binh thuộc địa, Doanh trại pháo binh và cơ sở hậu cần của pháo binh.
Với địa bàn chính bao bọc bởi Núi Lớn và kênh rạch, người dân Thắng Nhì chủ yếu sinh sống bằng nghề đánh bắt hải sản, nghề hầm than, một số ít trồng cây trái trên triền Núi Lớn. Ngoài ra, một số người làm nghề thợ hồ, thợ cưa, thợ mộc, thợ rèn, buôn bán nhỏ ở chợ Bến Đình.
Ngày 22 tháng 10 năm 1956, chính quyền Việt Nam Cộng hòa giải thể thị xã Vũng Tàu, chuyển thành quận Vũng Tàu thuộc tỉnh Phước Tuy mới thành lập. Ngày 30 tháng 1 năm 1957, Nghị định số 6-BNV/HC/NĐ của Bộ Nội vụ ấn định các đơn vị hành chánh tỉnh Phước Tuy. Theo đó, Thắng Nhì là một xã thuộc quận Vũng Tàu. Trụ sở xã đặt ở phía sau Đình Thắng Nhì, tức trụ sở UBND phường Thắng Nhì hiện nay.
Ngày 30 tháng 3 năm 1965, Thủ tướng Việt Nam Cộng hòa ban hành Sắc lệnh số 55/SL-NV chia địa phận thị xã Vũng Tàu thành nhiều khu phố. Đến ngày 22 tháng 8 năm 1972, Tổng trưởng Nội vụ chính quyền Việt Nam Cộng Hòa lại ban hành Nghị định số 553-BNV/HCĐP/NĐ, đổi các danh xưng "khu phố" của thị xã thành phường. Theo đó, khu phố Thắng Nhì trở thành phường Thắng Nhì. Ngày 22 tháng 8 năm 1974, phường Thắng Nhì tách các khóm Bình Lợi, Bình Hải và Sao Mai để lập phường Phước Hải.
Sau ngày thống nhất, phường Thắng Nhì có các khóm: Chợ (Bến Đình), Lăng Ông, Lê Lợi, Chùa Ông, Ngư Cảng và Sao Mai.
Sau năm 1975, Vũng Tàu trở thành thị xã trực thuộc tỉnh Đồng Nai. Ngày 30 tháng 5 năm 1979, đặc khu Vũng Tàu – Côn Đảo được thành lập, Thắng Nhì trở thành một phường của đặc khu.
Năm 1980, thành phố Vũng Tàu đầu tư xây dựng chợ Bến Đình, với 2 khu nhà lồng rộng khoảng 2.000 m2, cùng nhiều kiosk và sạp hàng kiên cố.

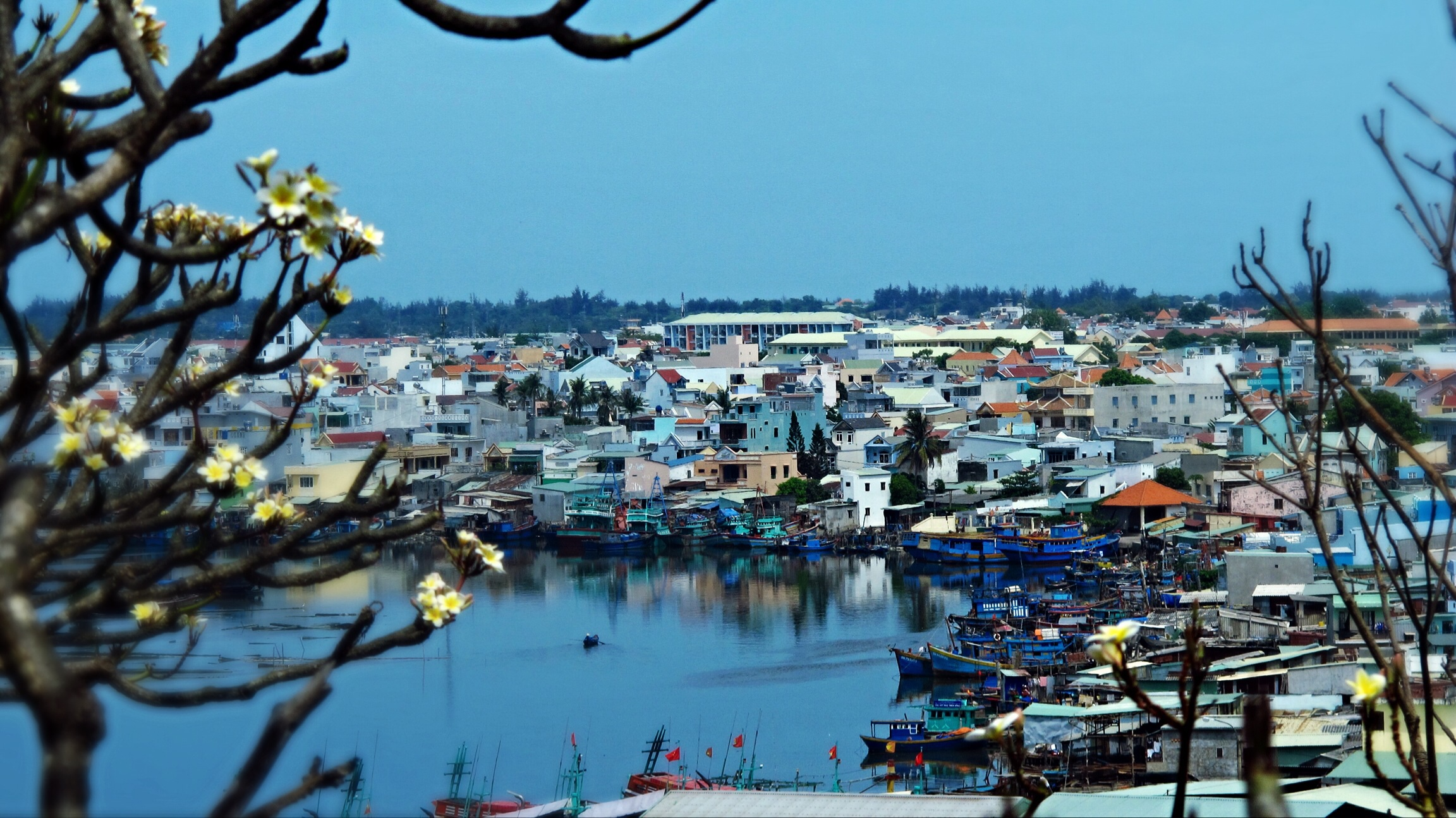
Làng chài ven rạch Bến Đình

Ngày 14 tháng 5 năm 1986, Hội đồng Bộ trưởng ra Quyết định số 58-HĐBT về việc điều chỉnh địa giới hành chính các phường thuộc đặc khu Vũng Tàu - Côn Đảo. Theo đó:
- Sáp nhập 33 tổ dân phố với 4.543 người của phường Thắng Nhất, 5 tổ dân phố với 1.432 người của phường Thắng Tam vào phường Thắng Nhì
- Chia phường Thắng Nhì thành 4 phường lấy tên là Phường 5, Phường 6, Phường 7 và Phường 9.

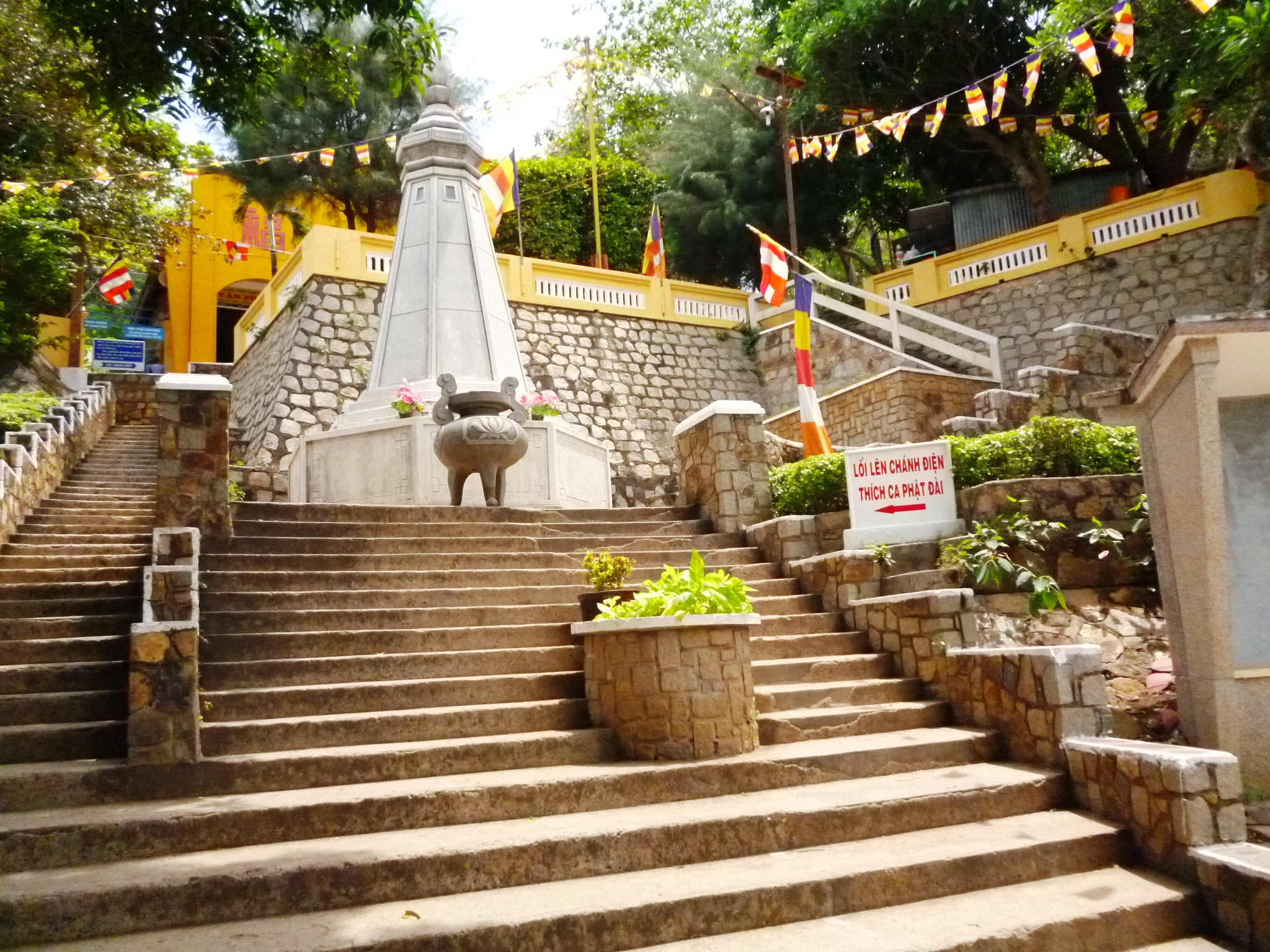
Chùa Thiền Lâm trong di tich Thích Ca Phật Đài

Ngày 12 tháng 8 năm 1991, đặc khu Vũng Tàu - Côn Đảo giải thể, Phường 6 trực thuộc thành phố Vũng Tàu, tỉnh Bà Rịa - Vũng Tàu.
Ngày 16 tháng 12 năm 2014, Chính phủ ban hành Nghị quyết số 94/NQ-CP về việc đổi tên Phường 6 thành phường Thắng Nhì.
Phường Thắng Nhì có 272,82 ha diện tích tự nhiên và 21.138 người.

## Chính trị
Hội đồng Nhân dân và Ủy ban Nhân dân phường là hai cơ quan quyền lực Nhà nước ở địa phương này. Trong đó, Hội đồng nhân dân hiện tại là hội đồng nhân dân khóa 2021-2026, được bầu tại kỳ bầu cử Quốc hội khóa XV. Đứng đầu hội đồng nhân dân là Chủ tịch Hội đồng nhân dân. Trước đó, từ năm 2008 đến 2016, phường này không có hội đồng nhân dân, do thực hiện thí điểm không tổ chức hội đồng nhân dân.
Ủy ban Nhân dân là cơ quan chấp hành của Hội đồng nhân dân. Đứng đầu cơ quan này là Chủ tịch ủy ban nhân dân.
Về mặt Đảng, Đảng ủy phường Thắng Nhì là cơ quan lãnh đạo của Đảng Cộng sản Việt Nam tại địa phương.
Trụ sở Đảng ủy, Hội đồng nhân dân và Ủy ban nhân dân phường Thắng Nhì đặt tại số 231 Lê Lợi, phường Thắng Nhì, thành phố Vũng Tàu.

### Bầu cử
Ở cấp tỉnh, phường Thắng Nhì thuộc đơn vị bầu cử số 2, gồm các phường 8, 9, 10, Thắng Nhì, Rạch Dừa và Nguyễn An Ninh, bầu ra 5 đại biểu cho Hội đồng nhân dân tỉnh Bà Rịa - Vũng Tàu.
Ở cấp thành phố, phường nằm trong đơn vị bầu cử số 3, cùng với các phường 4 và 5, bầu ra 5 đại biểu cho Hội đồng nhân dân thành phố Vũng Tàu.

## Tôn giáo

### Tín ngưỡng truyền thống
- Đình Thắng Nhì: là một trong 3 đình làng còn sót lại của thành phố Vũng Tàu. Đình thờ ông đội Lê Văn Lộc, người có công mở đất lập làng, gồm ngôi Tiền hiền, Chánh điện và tòa Võ ca. Sau nhiều lần được sửa chữa, xây dựng lại, ngôi Tiền hiền hiện nay giữ nguyên phong cách của ngôi đình từ năm 1828; còn ngôi Chánh điện được xây từ năm 1969. Lễ kỳ yên của đình được tổ chức ngày 10-12 tháng 11 Âm lịch. Ngoài ra, từ 22 đến 24 tháng 3 âm lịch hàng năm diễn ra Lễ hội Nghinh Ông Thắng Nhì.[12]

### Phật giáo
Phường Thắng Nhì là nơi tập trung rất nhiều cơ sở thờ tự Phật giáo, gồm nhiều chùa, tư viện, thiền viện và tịnh thất của rất nhiều tông phái Bắc tông, Nguyên thủy, Nam tông Khmer.
- Phước Lâm Cổ Tự: ngôi chùa cổ nhất Vũng Tàu được xây dựng từ năm 1886.
- Chùa Bình Sơn
- Tịnh xá Ngọc Đức
- Thiền viện Chơn Không
- Chùa Long Phước

## Giao thông

### Đường bộ
- Lê Lợi: con đường trục chính Bắc - Nam của phường, chạy dọc theo chân núi Lớn, nối phường Thắng Nhì với đường Lê Hồng Phong
- Trần Phú: đường chính dẫn từ Ngã tư Bến Đình đến Bến Đá, phường 5.
- Nguyễn An Ninh: chạy từ Ngã tư Bến Đình đến Ngã tư Giếng Nước.

### Đường thủy
Bến Cầu Quan là bến đò vận chuyển hành khách của Bến Đình với các địa phương khác, như Cần Giờ, Miền Tây và đảo Long Sơn.

## Giáo dục
Trường Tiểu học Thắng Nhì là trường tiểu học duy nhất nằm trong địa bàn phường, tuyển sinh học sinh cư trú tại các khu phố 2, 3, 4, 5, 6, 7, 8, 9 của phường. Ngoài ra, trường tiểu học Bùi Thị Xuân tuyển sinh học sinh cư trú tại khu phố 1 của phường.
Ở cấp trung học cơ sở, trường THCS Thắng Nhì tuyển sinh tất cả học sinh cư trú trên địa bàn phường.

## Kinh tế - Thương mại
Với địa bàn bao trọn làng chài Bến Đình, một phần của làng Thắng Nhì cũ, nghề đánh bắt hải sản là ngành nghề quan trọng của phường. Trong báo cáo của Đảng bộ phường nhiệm kỳ 2015-2020, sản lượng khai thác hải sản bình quân tại địa bàn đạt gần 18 ngàn tấn/năm, giá trị sản lượng khai thác gần 2.700 tỷ đồng/năm.
Chợ Bến Đình - chợ hải sản đầu mối lớn của thành phố Vũng Tàu là trung tâm thương mại dịch vụ chính của phường. Chợ nằm cạnh kênh / rạch Bến Đình. Hiện chợ có hơn 300 hộ kinh doanh lớn nhỏ.
Tuyến đường Lê Lợi - Nguyễn An Ninh - Trần Phú cũng là khu vực tập trung nhiều cửa hàng và dịch vụ thương mại trong phường. Trên đường Lê Lợi có trụ sở của nhiều tập đoàn lớn của thành phố như Vietsovpetro, PVGas
Vũng Tàu Center là cao ốc thương mại và nhà ở, nằm ở giao lộ Lê Hồng Phong & Lê Lợi.